# Oberweg (Gemeinde Navis)
Oberweg ist ein Ort im Navistal in Nordtirol, und Ortschaft der Gemeinde Navis im Bezirk Innsbruck-Land, Bundesland Tirol.

## Geographie

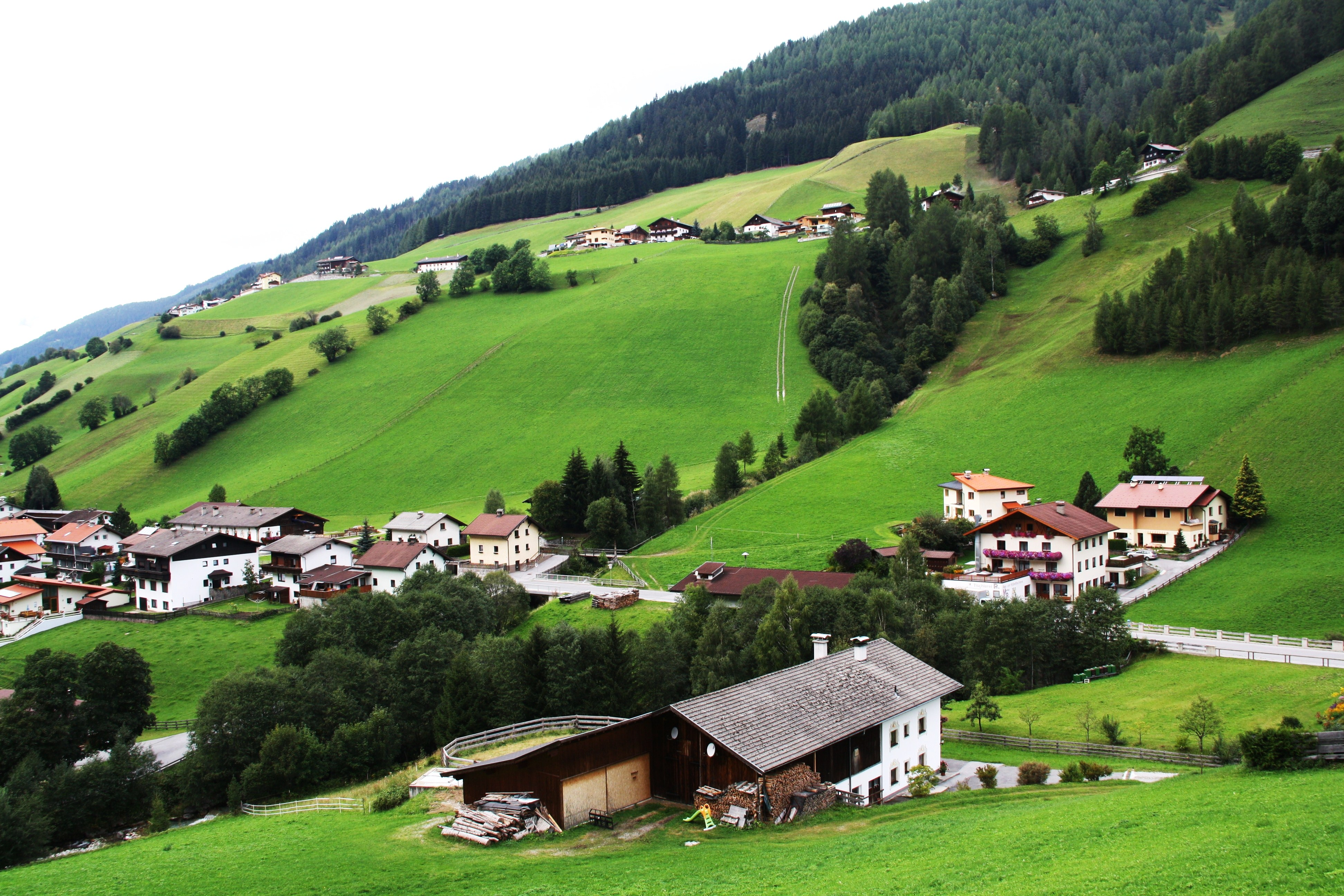
Oberweg-Schranzer, über Navis und Kohlstatt

Die Ortschaft liegt auf um die 1450 m ü. A., hoch über dem Tal am Südhang des Mislkopfs (2623 m ü. A.) der Tuxer Alpen, auf über fünf Kilometer verteilt. Zum Ortschaftsgebiet gehören über 160 Gebäude mit etwas über 600 Einwohnern in den Ortslagen Gänsetrater, der Kerschbaumsiedlung,
Schranzer und Häuserer, sowie die Grünhöfe mit den Häusern im hintersten Tal,
und die Almen Schneideralm, Seapnalm, Peeralm, Tischleralm, Vögeleralm, Zehenteralm, Lattereralm, Grafmartalm, entlang der Sonnseite, und Stippleralm mit Stippleralm-Hochleger auf der anderen Talseite hinter Navis Dorf, und Stöcklalm
mit der Naviser Hütte und dem Schranzberghaus am Weirichegg.
Nachbarortschaften
|          |                                             |  |
| Außerweg | Kompassrose, die auf Nachbargemeinden zeigt |  |
|          | Unterweg                                    |  |

## Ortsname
Der Ortsname ist wörtlich: In das Navisertal zieht sich von Matrei eine Straße, die heutige Naviser Landesstraße L 228, als Höhenweg, die das Hölltal, den äußeren Talgrund, umgeht. Bei Bacher (Wegscheid) trennt sie sich auf, führt zum Talgrund bei Navis, steigt gegen das Hintertal bei Häuserer wieder an, und kehrt dann als Höhenweg nach Bacher zurück. Die an den drei Abschnitten liegenden Ortschaften heißen Außerweg, Unterweg und Oberweg.

## Sehenswürdigkeiten
In Oberweg-Schranzer liegen der Peer (Listeneintrag), in Oberweg-Gänsetrater der Vögele (Listeneintrag), zwei Tiroler Höfe, sowie die Stippler-Kapelle (Listeneintrag) unter Denkmalschutz.